# Kabinett Khuen-Héderváry I

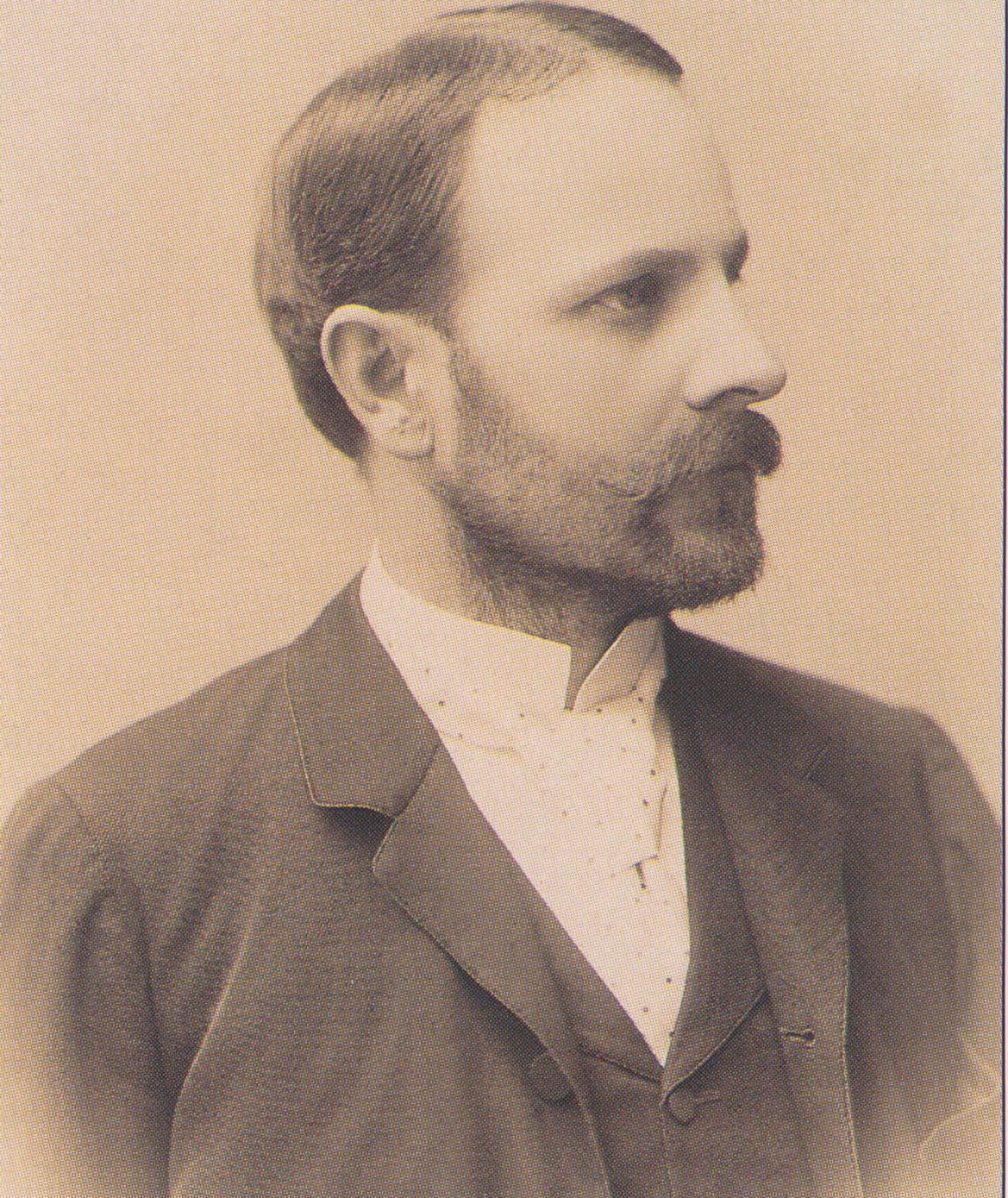
Károly Khuen-Héderváry

Das Kabinett Khuen-Héderváry I war die Regierung des Königreichs Ungarn 1903. Sie wurde vom ungarischen Ministerpräsidenten Károly Khuen-Héderváry am 27. Juni 1903 gebildet und bestand bis 3. November desselben Jahres.

## Minister
Parteien:
_ Liberale Partei (Szabadelvű Párt)
_ Kroatische Nationalpartei (Horvát Nemzeti Párt)
_ parteilos
| Amt                                                                  | Amtsträger | Amtsträger             | Beginn der Amtszeit | Ende der Amtszeit |
| -------------------------------------------------------------------- | ---------- | ---------------------- | ------------------- | ----------------- |
| Ministerpräsident, Innenminister, Minister am Allerhöchsten Hoflager |            | Károly Khuen-Héderváry | 27. Juni 1903       | 3. November 1903  |
| Landesverteidigungsminister                                          |            | Dezső Kolossváry       | 27. Juni 1903       | 3. November 1903  |
| Finanzminister                                                       |            | László Lukács          | 27. Juni 1903       | 3. November 1903  |
| Minister für Cultus und Unterricht                                   |            | Gyula Wlassics         | 27. Juni 1903       | 3. November 1903  |
| Justizminister                                                       |            | Sándor Plósz           | 27. Juni 1903       | 3. November 1903  |
| Ackerbauminister                                                     |            | Ignác Darányi          | 27. Juni 1903       | 3. November 1903  |
| Handelsminister                                                      |            | Lajos Láng             | 27. Juni 1903       | 3. November 1903  |
| Minister der Königreiche Croatien, Slavonien und Dalmatien           |            | Miklós Tomassich       | 27. Juni 1903       | 3. November 1903  |